# Chris Kneifel

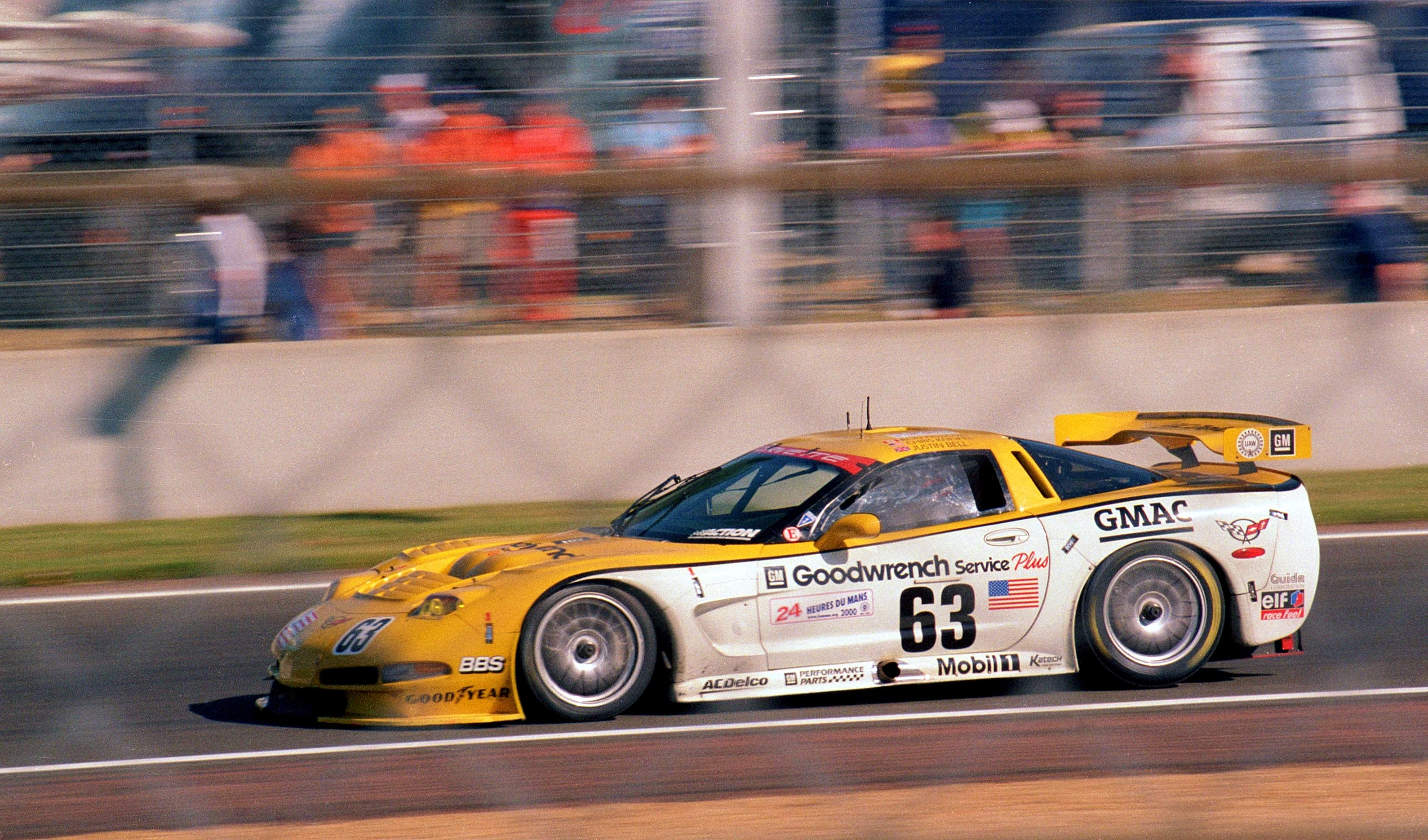
Der von Chris Kneifel gefahrene Chevrolet Corvette C5-R beim 24-Stunden-Rennen von Le Mans 2000

Christopher Scott „Chris“ Kneifel (* 23. April 1961 in Chicago) ist ein ehemaliger US-amerikanischer Autorennfahrer und Motorsportfunktionär.

## Karriere im Motorsport
Chris Kneifel begann seine Karriere 1981 in der Formel Atlantic und wechselte nach nur einem Jahr in dieser Nachwuchsserie 1982 in die von der Rennorganisation Championship Auto Racing Teams ausgerichtete CART-Serie. Zwischen 1982 und 1984 bestritt er insgesamt 19 Rennen in dieser Rennserie. Die beste Platzierung im Schlussklassement erreichte er mit dem 17. Rang 1983. Nach einem Jahr in der Indy Lights begann er Ende der 1980er-Jahre mit dem Sportwagensport.
Nachdem er in den 1990er-Jahren mehrere Jahre keine Rennen bestritten hatte, kehrte er 1999 als Werksfahrer von Corvette Racing in die Sportwagenszene zurück. In dieser Phase feierte er seinen größten Erfolg im Motorsport, als er gemeinsam mit Ron Fellows, Franck Fréon und Johnny O’Connell 2001 auf einem Chevrolet Corvette C5-R das 24-Stunden-Rennen von Daytona gewinnen konnte.
Nach dem Ende seiner aktiven Karriere war er zwischen 2002 und 2004 Renndirektor der CART-Serie.

## Statistik

### Le-Mans-Ergebnisse
| Jahr | Team                        | Fahrzeug                | Teamkollege | Teamkollege | Platzierung | Ausfallgrund |
| ---- | --------------------------- | ----------------------- | ----------- | ----------- | ----------- | ------------ |
| 2000 | Corvette Racing Garry Pratt | Chevrolet Corvette C5-R | Justin Bell | Ron Fellows | Rang 11     |              |

### Sebring-Ergebnisse
| Jahr | Team              | Fahrzeug                | Teamkollege      | Teamkollege             | Platzierung | Ausfallgrund  |
| ---- | ----------------- | ----------------------- | ---------------- | ----------------------- | ----------- | ------------- |
| 1987 | Primus Motorsport | Porsche 962             | Brian Redman     | Elliott Forbes-Robinson | Rang 3      |               |
| 1999 | Corvette Racing   | Chevrolet Corvette C5-R | John Paul junior | Ron Fellows             | Rang 22     |               |
| 2000 | Corvette Racing   | Chevrolet Corvette C5-R | Justin Bell      | Ron Fellows             | Ausfall     | Ventilschaden |
| 2001 | Corvette Racing   | Chevrolet Corvette C5-R | Johnny O’Connell | Ron Fellows             | Rang 11     |               |